# Matt Koch
Matthew David Koch (né le 2 novembre 1990 à Cherokee, Iowa, États-Unis) est un lanceur droitier des Diamondbacks de l'Arizona de la Ligue majeure de baseball.

## Carrière
Matt Koch est d'abord choisi par les Red Sox de Boston au 37e tour de sélection du repêchage de 2009, mais il ignore l'offre pour plutôt rejoindre les Cardinals de l'université de Louisville, puis signe son premier contrat professionnel avec les Mets de New York, l'équipe qui le repêche au 3e tour de sélection en 2012. 
Le 30 août 2015, les Mets échangent aux Diamondbacks de l'Arizona Matt Koch et un autre lanceur droitier évoluant en ligues mineures, Miller Diaz, en retour du lanceur de relève droitier Addison Reed.
Koch fait ses débuts dans le baseball majeur avec Arizona le 9 septembre 2016. En fin de saison, il amorce deux rencontres comme lanceur partant des Diamondbacks et vient en relève à 5 reprises, gardant sa moyenne de points mérités à 2,00 en 18 manches lancées au total.